# Aghabullogue
Aghabullogue lub Aghabulloge (irl. - Achadh Bolg) – wieś w Irlandii, w prowincji Munster, w hrabstwie Cork. Leży 30 km na zachód od Cork, na południe od gór Boggeragh a na północy od rzeki Lee.
Parafia Aghabulloge obejmuje dwie wsie: Aghabullogue, Coachford, Rylane w hrabstwie Cork. Patronem parafii jest Święty Olan.
Jednym ze znanych mieszkańców jest Dan Drew.